# Elmar Ferber
Elmar Ferber (* 15. März 1944 in Gummersbach; † 14. Mai 2008 in Köln) war ein deutscher Filmemacher, Autor und Verleger. Als Regisseur und Produzent schuf er vor allem Dokumentationen für ARD und ZDF. Als Verleger war er insbesondere mit seinen Anthologie-Reihen erfolgreich.

## Wirken
Von 1994 bis 2007 war Ferber Herausgeber und Verleger im selbstgegründeten Verlag Ferber & Partner, in dem er mehrere Editions-Reihen realisierte. In der Reihe „bibliothek (neuer) Autoren“ bot er jungen, oft unerfahrenen Autoren ein erstes Podium und erfahrenen Autoren eine Möglichkeit, zu einem bestimmten Anthologiethema Beiträge zu veröffentlichen. Von 1998 bis 2007 gab er die monatliche „Lit-Info“ mit Rezensionen und Terminen der Literaturszene heraus. Seine besondere Aufmerksamkeit galt der „Video-Edition Literatur“ (Literatur zum Hören und Sehen) als Publikation mit spezieller Intention.
Im Verlag erschienen Autoren wie Isolde Ahr, Miriam Arens, Mike Bartel, Christina Block, Ingo Cesaro, Evert Everts, Carsten Sebastian Henn, Anne Jüssen, Kay Löffler und Achim Wagner.
Die letzten Jahre des bis 2003 jährlich stattfindenden „Kölner Bücherherbst“ bereicherte er laut Kölner Stadt-Anzeiger mit seinem Buchprogramm als „Kölns glücklichster Kleinverleger“.
Ferber war Mitglied im Verband Deutscher Schriftsteller (VS) in ver.di, Bezirk Köln.

## Filmografie
- Oh, du fröhliche. ARD 1989.
- Der Kaiser von Stahleck. SWR 1989.
- Mit dem Mut der Verzweiflung. SWR 1990.
- Auf Schienen zur Freiheit. SWR 1991.

## Publikationen
- Alissa. Kurzgeschichten. Ferber, Köln 1997, ISBN 3-931918-19-X.
- Kölner vahren Bahn. Geschichten und Gedichte rund um die KVB. Ferber, Köln 1998, ISBN 3-931918-27-0.
- Der Tangotänzer oder die Seufzer des Bandoneons. Ferber, Köln 2002, ISBN 3-931918-34-3.
- (Hrsg.) Mutmaßungen über Doris. Romanfiguren aus „Das kunstseidene Mädchen“ von Irmgard Keun melden sich zu Wort. Ferber, Köln 2003, ISBN 3-931918-10-6.